# Rijnvoetbalkampioenschap 1921/22 (Zuid-Duitsland)
In 1921/22 werd het veertiende Rijnvoetbalkampioenschap gespeeld, dat georganiseerd werd door de Zuid-Duitse voetbalbond. Nadat de competities van Odenwald en Palts twee jaar als aparte Kreisliga's bestonden werden deze vanaf 1921/22 verenigd in de Bezirksliga Rhein. De competities bleven nog twee jaar evenzeer apart bestaan en werden zelfs beiden met één reeks uitgebreid. De kampioenen van beide competities bekampten elkaar voor de algemene titel. 
VfR Mannheim werd kampioen en plaatste zich voor de Zuid-Duitse eindronde. De club versloeg Frankfurter FC Germania 1894 en verloor in de halve finale van FC Wacker München. 

## Bezirk Rhein

### Odenwald

#### Afdeling I
| Plaats | Club                       | Wed. | W  | G  | V  | Saldo | Ptn.  |
| ------ | -------------------------- | ---- | -- | -- | -- | ----- | ----- |
| 1.     | MFC 08 Lindenhof           | 14   | 09 | 03 | 02 | 33:11 | 21:7  |
| 2.     | SV Waldhof 1877            | 14   | 08 | 04 | 02 | 33:17 | 20:8  |
| 3.     | SV Darmstadt 98            | 14   | 07 | 04 | 03 | 29:16 | 18:10 |
| 4.     | VfL Neckarau               | 14   | 06 | 05 | 03 | 36:20 | 17:11 |
| 5.     | SpVgg Sandhofen            | 14   | 08 | 01 | 05 | 27:21 | 17:11 |
| 6.     | RSV Germania 03 Pfungstadt | 14   | 04 | 0  | 10 | 21:48 | 08:20 |
| 7.     | SC Käfertal                | 14   | 03 | 0  | 11 | 11:38 | 06:22 |
| 8.     | VfR Bürstadt               | 14   | 02 | 01 | 11 | 17:36 | 05:23 |

|  | Geplaatst voor finale Kreisliga Odenwald |
|  | Degradatie                               |

#### Afdeling II
| Plaats | Club                          | Wed. | W  | G  | V  | Saldo | Ptn.  |
| ------ | ----------------------------- | ---- | -- | -- | -- | ----- | ----- |
| 1.     | VfR Mannheim                  | 14   | 11 | 03 | 0  | 61:11 | 25:3  |
| 2.     | VfTuR Feudenheim              | 14   | 10 | 01 | 03 | 54:15 | 21:7  |
| 3.     | SpVgg 07 Mannheim             | 14   | 06 | 04 | 04 | 25:32 | 16:12 |
| 4.     | FC Phönix 02 Mannheim         | 14   | 06 | 03 | 05 | 22:20 | 15:13 |
| 5.     | Hertha Mannheim               | 14   | 05 | 02 | 07 | 27:36 | 12:16 |
| 6.     | VfB Heidelberg 02             | 13   | 04 | 03 | 06 | 27:36 | 11:15 |
| 7.     | FVgg 98 Schwetzingen          | 13   | 03 | 03 | 07 | 12:37 | 09:7  |
| 8.     | FC Germania 03 Friedrichsfeld | 14   | 0  | 01 | 13 | 09:50 | 01:27 |

#### Finale
| Team #1      | Tot.  | Team #2          | 1ste wed | 2de wed |
| ------------ | ----- | ---------------- | -------- | ------- |
| VfR Mannheim | 6 - 1 | MFC 08 Lindenhof | 5 - 0    | 1 - 1   |

### Palts

#### Afdeling I
| Plaats | Club                       | Wed. | W  | G  | V  | Saldo | Ptn.  |
| ------ | -------------------------- | ---- | -- | -- | -- | ----- | ----- |
| 1.     | FC Phönix Ludwigshafen     | 14   | 10 | 03 | 01 | 60:11 | 23:5  |
| 2.     | FC 1903 Pirmasens          | 14   | 09 | 03 | 02 | 39:9  | 21:7  |
| 3.     | FC Pfalz 03 Ludwigshafen   | 14   | 07 | 05 | 02 | 34:14 | 19:9  |
| 4.     | VfR Kaiserslautern         | 14   | 09 | 01 | 04 | 33:16 | 19:9  |
| 5.     | Arminia Rheingönheim       | 14   | 04 | 04 | 06 | 28:29 | 12:16 |
| 6.     | FV Speyer                  | 14   | 03 | 03 | 08 | 22:46 | 9:19  |
| 7.     | FC Viktoria 09 St. Ingbert | 14   | 02 | 03 | 09 | 17:49 | 7:21  |
| 8.     | FV 1863 Pirmasens          | 14   | 01 | 0  | 13 | 8:67  | 2:26  |

|  | Geplaatst voor finale Kreisliga Pfalz |
|  | Degradatie                            |

#### Afdeling II
| Plaats | Club                        | Wed. | W  | G  | V  | Saldo | Ptn.  |
| ------ | --------------------------- | ---- | -- | -- | -- | ----- | ----- |
| 1.     | Ludwigshafener FG 03        | 14   | 11 | 02 | 01 | 47:5  | 24:4  |
| 2.     | FV Kaiserslautern           | 14   | 06 | 04 | 04 | 20:18 | 16:12 |
| 3.     | FV 1900/02 Frankenthal      | 14   | 07 | 01 | 06 | 24:23 | 15:13 |
| 4.     | VfB Zweibrücken             | 14   | 06 | 02 | 06 | 13:27 | 14:14 |
| 5.     | SK 05 Pirmasens             | 14   | 05 | 03 | 06 | 15:16 | 13:15 |
| 6.     | FC Germania 04 Ludwigshafen | 14   | 05 | 03 | 06 | 23:24 | 13:15 |
| 7.     | MTV/VfR Pirmasens           | 14   | 02 | 05 | 07 | 18:27 | 9:19  |
| 8.     | FC Union Ludwigshafen       | 14   | 03 | 02 | 09 | 18:38 | 8:20  |

#### Finale
| Team #1                | Tot.  | Team #2              | 1ste wed | 2de wed | 3de wed |
| ---------------------- | ----- | -------------------- | -------- | ------- | ------- |
| FC Phönix Ludwigshafen | 6 - 6 | Ludwigshafener FG 03 | 1 - 0    | 2 - 4   | 3 - 2   |

## Finale
Heen
|              |                        |       |              |                       |
| 5 maart 1922 | FC Phönix Ludwigshafen | 0 - 0 | VfR Mannheim | Ludwigshafen am Rhein |
| 5 maart 1922 |                        |       |              | Ludwigshafen am Rhein |

Terug
|               |              |       |                        |          |
| 12 maart 1922 | VfR Mannheim | 3 - 2 | FC Phönix Ludwigshafen | Mannheim |
| 12 maart 1922 |              |       |                        | Mannheim |